# Ayoub Hattab
Pour les articles homonymes, voir Hattab.
 (décembre 2020).
Ayoub Hattab est un auteur, compositeur, interprète et musicien marocain, né le 24 novembre 1990 à Casablanca (Maroc), d'un père marocain et d'une mère algérienne.

## Biographie

### Jeunesse et débuts
Ayoub Hattab est né le 24 novembre 1990 à Casablanca . 
Ayoub Hattab s’initie tout d’abord à l’âge de 15 ans à la guitare puis au chant. Il apprend à jouer seul et à l'oreille. Il trouve ses inspirations principalement par l'indie pop et le indie rock notamment Editors et Jack Savoretti (en). 
En 2014, il décide de créer le groupe Haraj avec ses amis; il en est l’auteur-compositeur et vocaliste,.  
Pendant une courte période, Ayoub commence à faire de la scène et remporte le prix du concours Hiba-Rec session rock en 2018 (initié par la Fondation Hiba), ainsi que le tremplin l'Boulevard (initié par l'EAC Boulevard) en 2014 et la première place à Born That Way.  

### Depuis 2019
Il dispose à son actif d'une trentaine de concerts et chansons disponibles sur sa chaîne Youtube.     
Ayoub Hattab signe sa carrière en solo le 27 octobre 2019 et se consacre à l'indie pop et l'indie rock.
Il a publié plusieurs chansons depuis le début de sa carrière solo, entre autres L3owama, Bla matsennani, Qendil et Khayef.
En octobre 2021, il a collaboré avec le styliste et créateur de mode Yassine Morabite dans le projet du single Grand Casablanca.
En 2022, la sortie de son dernier clip intitulé « Bizarre », avec une avant-première au Mövenpick de Marrakech.

## Discographie

### Singles
- 2019 : L3owama
- 2019 : 7ayer
- 2020 : Bla Matsenannani
- 2020 : Qendil[6],[7]
- 2020 : Khayef[8]
- 2021 : Grand Casablanca
- 2022 : Bizarre[9]